# 狂歡者瓶

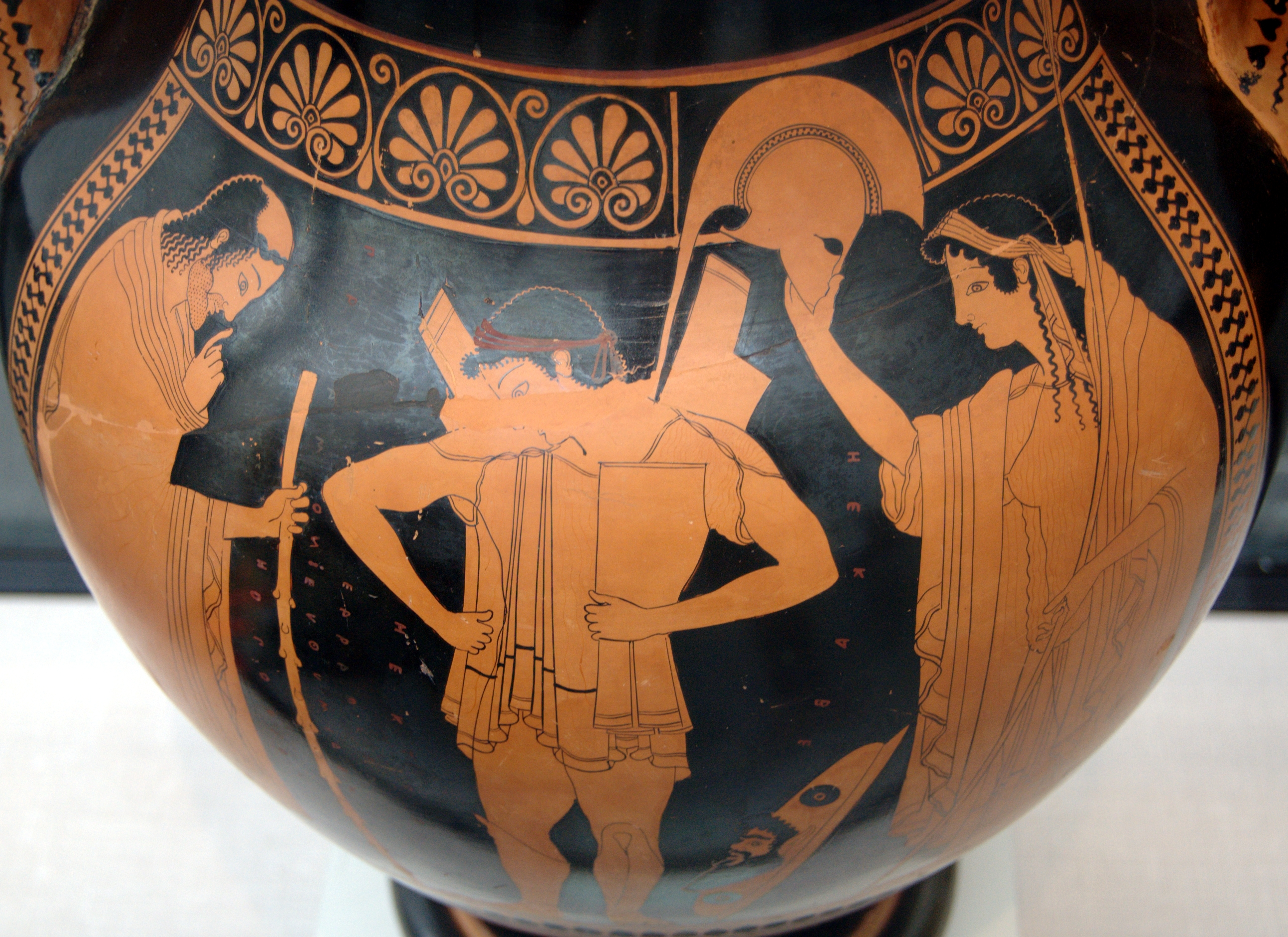
狂歡者瓶的反面：赫克托爾在他父母普里阿摩斯和赫庫芭的注視下穿上盔甲。

狂歡者瓶（Revelers Vase）是古風時期的希臘瓶，大約繪製於公元前510年，採用紅繪式陶器風格，發現於義大利武爾奇的一座伊特拉斯坎墓中。這幅畫被認為是歐西米德斯（Euthymides）的作品。雖然希臘瓶的形狀為雙耳瓶，但其目的更多是出於裝飾而非實用。這幅畫本身展示了三個裸體的宴客，反面則展示了武裝中的赫克托爾。因其並非使用傳統的側面視圖和正面視圖，而是早期使用前縮法（foreshortening，3/4 視圖）的作品，因此引人注目。狂歡者瓶目前收藏於德國慕尼黑州立古典珍品陳列館 。

## 歷史
雖然狂歡者瓶起源於希臘，卻是在義大利武爾奇的一座伊特拉斯坎墓中發現。這一發現證明了希臘文化和伊特拉斯坎文化互動密切。義大利已知最早的希臘殖民地可追溯到西元前800年左右，靠近現今的拿坡里灣。自公元前7世紀以來，伊特拉斯坎人就與這些希臘殖民地接觸，並成為希臘藝術的忠實顧客。伊特拉斯坎人和希臘人之間的這種互動，在某種程度上導致希臘的人物設計和建築風格被轉移至羅馬的藝術規範。

## 希臘瓶
歐西米德斯（Euthymides）因使用新發現的紅繪式風格而與其他同時代使用者被稱為先鋒派。狂歡者瓶是早期嘗試使用紅繪式風格的製品，形狀為雙耳瓶，很可能是在歐西米德斯的故鄉雅典製造的，被一位伊特拉斯坎貴族買下。狂歡者瓶是出於審美而非功能性目的而創作的，此黑色希臘瓶大約2英尺高，壺柄和底座飾有「紅色」花卉和幾何圖案。這些圖案還充當了作品的主題「三名裸體狂歡者」的邊框。男人們一直在喝酒。最左邊的狂歡者拿著康塔羅斯酒杯 ，兩名外側的狂歡者正在快樂地跳舞。然而，這些人物只透過主題聯繫，而未透過任何佈局或敘述。更有可能的情況是，藝術家創作這幅作品的目的是為了研究人物的各種姿勢。
狂歡者瓶的背面描繪了荷馬的《伊里亞德》中的一个场景。特洛伊王子赫克托爾在戰鬥前披上盔甲，父母普里阿摩斯和赫庫芭看着他。希臘神話和派對場景是當時流行的繪畫題材。

## 藝術價值
狂歡者瓶值得注意的不是主題，而是描繪方式打破了當代古代雕像和繪畫傳統上僵硬的正面姿勢，狂歡者瓶描繪的狂歡者處於動態、重疊的姿勢。兩名外側人物站姿動感，腿和手都在運動。中間的人物站立著，臉正對著觀眾，頭俯視左胸，他的手正忙著調整盔甲。前縮法的使用雖然粗糙，但還是使得整個構圖顯得更加自然和可信。或許正是由於使用了這種相對未經嘗試的技術，歐西米德斯在他的希臘瓶上寫下了「這是歐弗洛尼奧斯做不到的！」作為對他的同時代競敵的嘲諷。

## 外部連結
- http://www.metmuseum.org/toah/hd/vase/hd_vase.htm （页面存档备份，存于）
- http://www.metmuseum.org/toah/hd/angk/hd_angk.htm （页面存档备份，存于）